# HMS Oxlip (K123)
HMS Oxlip (K123) je bila korveta razreda flower Kraljeve vojne mornarice, ki je bila operativna med drugo svetovno vojno.

## Zgodovina
Leta 1946 so ladjo predali Irski pomorski službi, kjer so jo preimenovali v LÉ Maev (02).